# Даценко Леонід Миколайович
Леонід Миколайович Даценко (нар. 28 липня 1963, село Мусіївка, Ружинський район, Житомирська область) — український письменник, громадсько—політичний діяч, народний депутат України (член Комітету Верховної Ради України з питань аграрної політики та земельних відносин).

## Біографія
Закінчив із відзнакою філологічний факультет Київського державного університету імені Тараса Шевченка в 1985 році. Заочно навчався в аспірантурі Інституту літератури АН України. З цього часу працював на Черкащині вчителем української мови та літератури Шарнопільської середньої школи Монастирищенського району, журналістом районної газети «Зоря» в міста Монастирище та обласної газети «Молодь Черкащини», активно займається громадською діяльністю.
З 1990 року — шеф-редактор газети «Дзвін».
Член Національної спілки письменників України (з 2010).

## Творчість
Автор поетичних збірок: «І стегна підпливуть, як дві форелі» (2007), «Український лев» (2009) та «І янгол з автоматом на плечі» (2011).

## Політична діяльність

### Балотування
- Черкаська обласна рада 3-го скликання — мажоритарка 18 (1998).
- Верховна Рада 4-го скликання: САМОВИСУВАННЯ — мажоритарка 199 (2002).
- Черкаська обласна рада 5-го скликання: Український Народний Блок Костенка і Плюща (2006).
- Верховна Рада 5-го скликання: Український Народний Блок Костенка і Плюща (2006).
- Верховна Рада 6-го скликання, позачергові: НУНС (2007).
- Верховна Рада 7-го скликання: БАТЬКІВЩИНА — мажоритарка 197 (2012).
- Верховна Рада 7-го скликання, повторні: БАТЬКІВЩИНА — мажоритарка 197 (2013), успішне.
- Верховна Рада 8-го скликання, позачергові: САМОВИСУВАННЯ — мажоритарка 197 (2014).
- Черкаська обласна рада 7-го скликання: ВІДРОДЖЕННЯ — мажоритарка 56 (2015).
- Черкаська обласна рада 8-го скликання: ЄС — список № 32, округ 7 (2020).
- Верховна Рада 9-го скликання, проміжні: САМОВИСУВАННЯ — мажоритарка 197 (2021)[2].

### Фракції
Верховна Рада України VII скликання:
- 4 лютого 2014 — 27 листопада 2014 (ВО «Батьківщина»);

- 15 січня 2014 — 4 лютого 2014 (Позафракційні).

## Відзнаки
- У 2011 році став лауреатом обласної літературної премії імені Василя Симоненка.
- Лауреат Літературної премії імені Тодося Осьмачки 2023 року за книгу «Мій Маніфест»[3].

## Джерело
- Довідка[недоступне посилання з липня 2019]